# Леко-нимбари
Леко-нимбари (также центрально-адамавские языки; англ. leko-nimbari, central adamawa) — ветвь языков, входящая в состав подсемьи адамава адамава-убангийской семьи. Область распространения — восточные районы Нигерии и северные районы Камеруна. Включает группы дуру, леко, мумуйе-янданг и представленную одним языком группу нимбари. Объединяет до 28 языков. Общая численность говорящих — около 260 000 человек.
В рамках подсемьи адамава ветвь леко-нимбари противопоставляется ветвям языков мбум-дай, ваджа-джен и фали, а также отдельным языкам кам, ква, ла’би и обло.

## Классификация
Согласно классификациям, представленным в справочнике языков мира Ethnologue и в «Большой российской энциклопедии», ветвь леко-нимбари делится на 3 языковые группы и отдельный язык нимбари:
1. дуру:
  - дии: дии, папе (дугун), дупа (дуупа);
  - дули-гей (дули-геве);
  - воко-дояйо:
    - пере (пеере, кутин, котопо);
    - вере-дояйо:
      - дояйо;
      - вере-гимме:
        - гимме: гимме, гимниме;
        - вере: кома, мом джанго (вере);

    - воко (лонгто);
2. леко: ньонг (мумбаке, ндагам), самба-леко (леко, чамба-леко), колбила, вом;
3. мумуйе-янданг:
  - мумуйе: генгле, кумба, мумуйе (включая зинна и ланкавири), пангсенг, ранг, теме, вака;
  - янданг: бали, кпасам, кугама, йенданг, йотти;
4. нимбари.

В классификации Р. Бленча языки леко-нимбари отнесены к 4 разным языковым ветвям — мумуйе-йенданг (с группами мумуйе и йенданг), лееко, дуру (с языками и группами кутин, вере-дояйо, лонгто (воко), дии и дули) и нимбари.
В классификации, опубликованной в базе данных по языкам мира Glottolog, языкам леко-нимбари соответствует центрально-адамавская языковая ветвь. Она состоит из двух групп — мумуйе-янданг и самба дуру. К первой группе отнесены подгруппы мумуйе и янданг, а также языки генгле-кугама и кумба. Ко второй группе отнесены язык дояйо и подгруппа вере-гимме, образующие северную подгруппу языков самба дуру, а также подгруппы дии и леко, образующие вместе с языками кутин-пеере и лонгто-воко южную подгруппу языков самба дуру. Центрально-адамавская ветвь последовательно включена в языковые объединения камерунско-убангийских языков и северных вольта-конголезских языков. Последние вместе с языками бенуэ-конго, кру, ква вольта-конго и другими образуют объединение вольта-конголезских языков.
Дж. Гринберг в своей классификации 1955 года включал языки леко-нимбари в 3 языковые группы и отдельный язык нимбари, не образующие единой общности:
1. чамба, донга, лекон, уом, мумбаке, ндагам;
2. дуру, уере, намчи, колбила, папе, сари, севе, уоко, котопо, кутин;
3. кумба, мумуйе, генгле, теме, уака, йенданг, зинна;
4. нимбари.

## История изучения
Первым, кто предложил объединить языки четырёх групп из классификации Дж. Гринберга 1955 года в одну ветвь, названную позднее леко-нимбари, был П. Р. Беннетт. В своей работе 1983 года он указал на то, что в состав предложенного им языкового объединения чамба-намши помимо языков чамба (леко, или самба) и намши (дояйо) также следует включить языки группы мумуйе и язык нимбари. Р. Бойд следом за П. Р. Беннеттом отметил тесную близость групп леко (самба), дуру, мумуйе/йенданг и нимбари, образующих по его словам ядро языков подсемьи адамава (1989). Подобная точка зрения сохранилась и в классификации Р. Бленча и К. Уильямсон (2000). У. Кляйневиллингхёфер предложил объединить вместе группы языков дуру и самба (леко) в ветвь самба-дуру (или точнее самба-вере, или вере-самба), противопоставленную ветви мумуйе-янданг. Также он выступил против названия ветви «леко-нимбари», предложив заменить его на «центрально-адамавские языки» (2012).